# DRAGON STORM 2007
『DRAGON STORM 2007』（ドラゴン ストーム 2007）は、JAM Projectのシングル。2007年7月1日にDRAGON GATEの試合会場と通信販売限定で発売していた。

## 概要
プロレス団体「DRAGON GATE」が音楽レーベル「DRAGON GATE RECORDS」の設立を機に、それまでのテーマ曲「DRAGON STORM」の歌詞とアレンジをリニューアル。そのボーカルとしてJAM Projectを起用。
現在、DRAGON GATEの試合会場で実際に使用されているのは、このCDに収められたバージョン。
アルバム『Big Bang』にも収録されているが、こちらはイントロが大幅に変更されたアルバムバージョン。
シングル自体は現在生産終了しているが、以降のDRAGON GATEのサウンドトラックには適時収録されているので楽曲自体は入手可能。

## 収録曲
全作曲・編曲：中澤矢束
1. DRAGON STORM 2007
作詞：中澤矢束
2. SPACE GATE #2
3. DRAGON STORM 2007（instrumental）